# Mnesibulus nigrifrons
Mnesibulus nigrifrons är en insektsart som beskrevs av Lucien Chopard 1930. Mnesibulus nigrifrons ingår i släktet Mnesibulus och familjen syrsor. Inga underarter finns listade i Catalogue of Life.